# Arrondissement di Bourges
L'arrondissement di Bourges è un arrondissement dipartimentale della Francia situato nel dipartimento del Cher, nella regione del Centro-Valle della Loira.

## Storia
Fu creato nel 1800 sulla base dei preesistenti distretti. Nel 1926 vi fu integrato l'arrondissement soppresso di Sancerre.

## Composizione
L'arrondissement è composto da 131 comuni raggruppati in 16 cantoni:
- cantone di Les Aix-d'Angillon
- cantone di Baugy
- cantoni di Bourges, da 1 a 5
- cantone di Chârost
- cantone di Henrichemont
- cantone di Léré
- cantone di Levet
- cantone di Saint-Doulchard
- cantone di Saint-Martin-d'Auxigny
- cantone di Sancergues
- cantone di Sancerre
- cantone di Vailly-sur-Sauldre